# ثرونفيل (أوهايو)
ثرونفيل (بالإنجليزية: Thornville, Ohio)‏ هي منطقة سكنية تقع في الولايات المتحدة في مقاطعة بيري، أوهايو. يقدر عدد سكانها بـ 991 نسمة ومساحتها 2.85 كم2 وترتفع عن سطح البحر 314 متر.

## التركيبة السكانية
قام مكتب تعداد الولايات المتحدة بتحديد بيانات التركيبة السكانية لثرونفيل في تعداد الولايات المتحدة. في ما يلي، التركيبة السكانية حسب تعدادي 2000 و2010.

### تعداد عام 2000
بلغ عدد سكان ثرونفيل 731 نسمة بحسب تعداد عام 2000، وبلغ عدد الأسر 282 أسرة وعدد العائلات 212 عائلة مقيمة في القرية. في حين سجلت الكثافة السكانية 1,686.7 نسمة لكل ميل مربع (651.2/كم2). وبلغ عدد الوحدات السكنية 298 وحدة بمتوسط كثافة قدره 687.6 نسمة لكل ميل مربع (265.5/كم2).
وتوزع التركيب العرقي للقرية بنسبة 98.91% من البيض و 0.41% من الأمريكيين الأصليين و 0.68% من عرقين مختلطين أو أكثر.
بلغ عدد الأسر 282 أسرة كانت نسبة 35.1% منها لديها أطفال تحت سن الثامنة عشر تعيش معهم، وبلغت نسبة الأزواج القاطنين مع بعضهم البعض 66.0% من أصل المجموع الكلي للأسر، ونسبة 6.4% من الأسر كان لديها معيلات من الإناث دون وجود شريك، وكانت نسبة 24.5% من غير العائلات. تألفت نسبة 22.0% من أصل جميع الأسر من أفراد ونسبة 10.3% كانوا يعيش معهم شخص وحيد يبلغ من العمر 65 عاماً فما فوق. وبلغ متوسط حجم الأسرة المعيشية 3.03، أما متوسط حجم العائلات فبلغ 2.59.
بلغ العمر الوسطي للسكان 38 عاماً. وكانت نسبة 26.0% من القاطنين تحت سن الثامنة عشر، وكانت نسبة 6.3% بين الثامنة عشر والأربعة وعشرون عاماً، ونسبة 31.1% كانت واقعةً في الفئة العمرية ما بين الخامسة والعشرون حتى والأربعة وأربعون عاماً، ونسبة 23.3% كانت ما بين الخامسة والأربعون حتى الرابعة والستون، ونسبة 13.4% كانت ضمن فئة الخامسة والستون عاماً فما فوق. يوجد لكل 100 أنثى 98.6 ذكر، ويوجد لكل 100 أنثى في الثامنة عشر من عمرها فما فوق 96.7 ذكر.
بلغ متوسط دخل الأسرة في القرية 47,679 دولار، أما متوسط دخل العائلة فبلغ 51,641 دولار. وكان متوسط دخل الذكور 34,107 دولار مقابل 30,694 دولار للإناث. وسجل دخل الفرد الخاص بالقرية 18,922 دولار. وكانت نسبة 1.8% من العائلات ونسبة 4.2% من السكان تحت خط الفقر، وكان من هؤلاء نسبة 4.0% تحت سن الثامنة عشر ونسبة 6.8% في الخامسة والستين من العمر وما فوق.

### تعداد عام 2010
بلغ عدد سكان ثرونفيل 991 نسمة بحسب تعداد عام 2010، وبلغ عدد الأسر 417 أسرة وعدد العائلات 277 عائلة مقيمة في القرية. في حين سجلت الكثافة السكانية 900.9 نسمة لكل ميل مربع (347.8/كم2). وبلغ عدد الوحدات السكنية 447 وحدة بمتوسط كثافة قدره 406.4 لكل ميل مربع (156.9/كم2).
وتوزع التركيب العرقي للقرية بنسبة 98.8% من البيض و 0.1% من الأمريكيين الأصليين و 0.1% من الأمريكيين ذوي الأصول الآسيوية و 0.1% من الأمريكيين الأفارقة و 0.9% من عرقين مختلطين أو أكثر.
بلغ عدد الأسر 417 أسرة كانت نسبة 34.3% منها لديها أطفال تحت سن الثامنة عشر تعيش معهم، وبلغت نسبة الأزواج القاطنين مع بعضهم البعض 48.9% من أصل المجموع الكلي للأسر، ونسبة 11.5% من الأسر كان لديها معيلات من الإناث دون وجود شريك، بينما كانت نسبة 6.0% من الأسر لديها معيلون من الذكور دون وجود شريكة وكانت نسبة 33.6% من غير العائلات. تألفت نسبة 27.8% من أصل جميع الأسر من أفراد ونسبة 12.7% كانوا يعيش معهم شخص وحيد يبلغ من العمر 65 عاماً فما فوق. وبلغ متوسط حجم الأسرة المعيشية 2.87، أما متوسط حجم العائلات فبلغ 2.38.
بلغ العمر الوسطي للسكان 39.7 عاماً. وكانت نسبة 25.1% من القاطنين تحت سن الثامنة عشر، وكانت نسبة 8.1% بين الثامنة عشر والأربعة وعشرون عاماً، ونسبة 24.2% كانت واقعةً في الفئة العمرية ما بين الخامسة والعشرون حتى والأربعة وأربعون عاماً، ونسبة 26.9% كانت ما بين الخامسة والأربعون حتى الرابعة والستون، ونسبة 16% كانت ضمن فئة الخامسة والستون عاماً فما فوق. وتوزع التركيب الجنسي للسكان بنسبة 47.8% ذكور و52.2% إناث.